# Onzan-ji

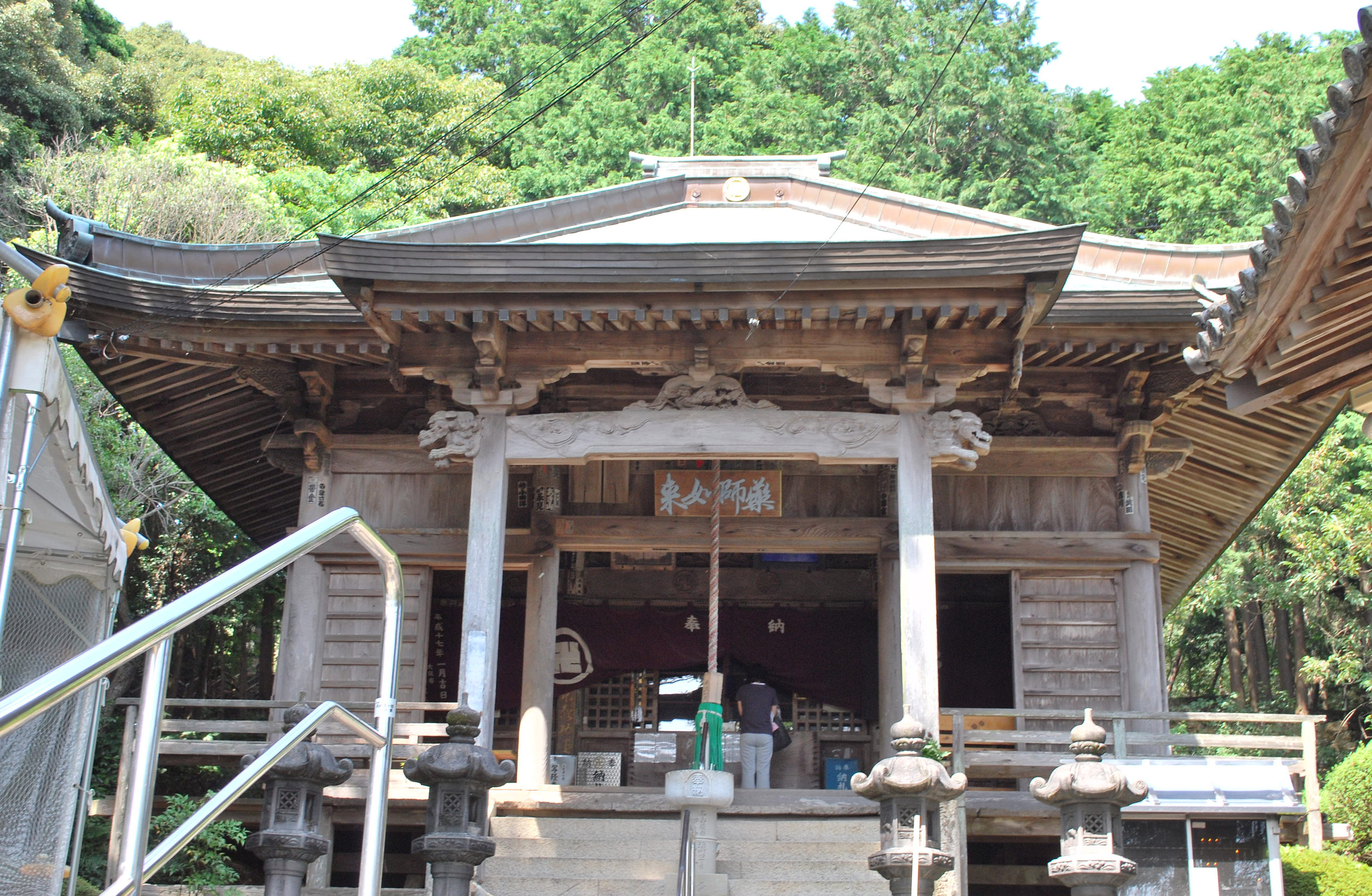
Haupthalle

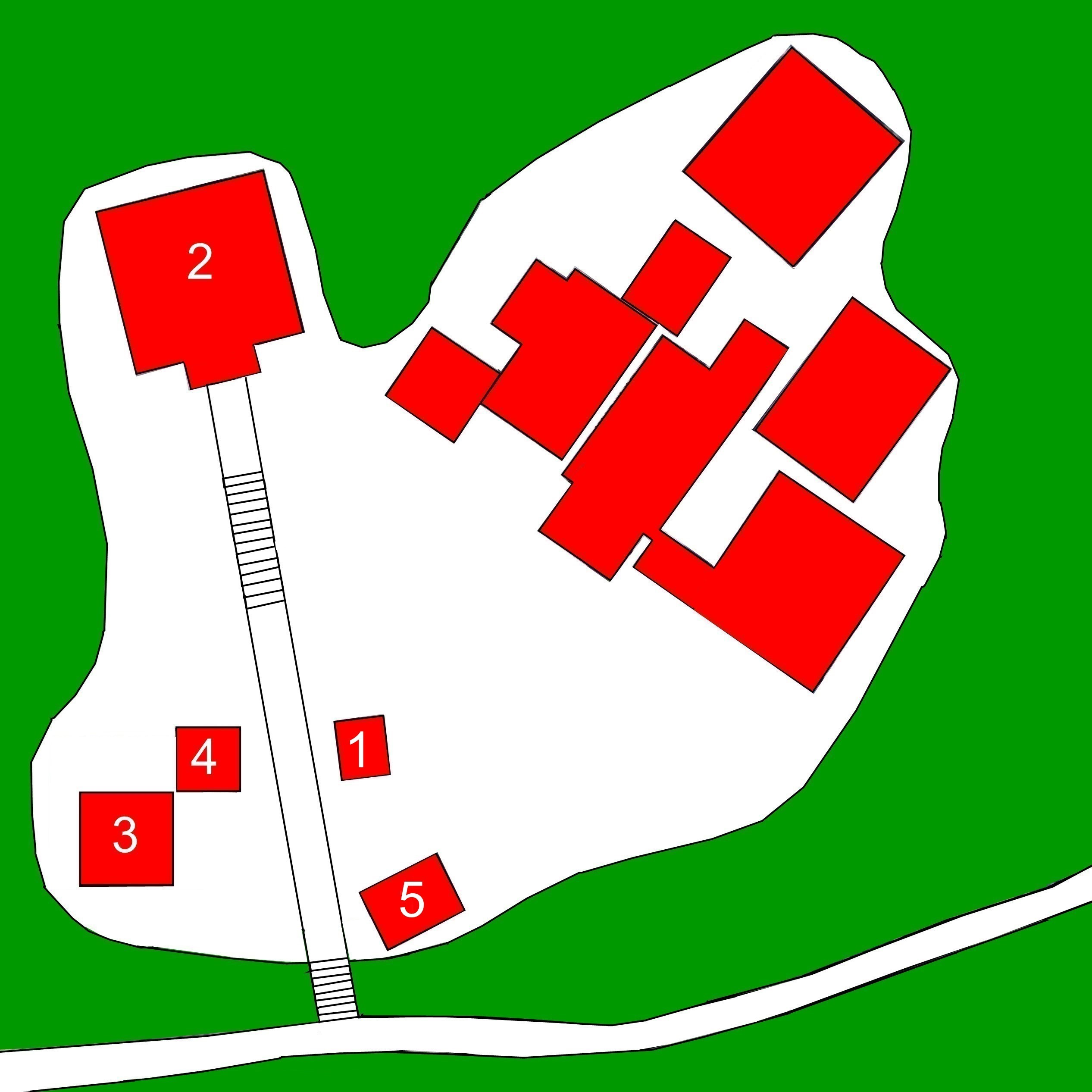
Plan des Tempels
(s. Text)

Der Onzan-ji (japanisch 恩山寺) mit den Go Boyōzan (母養山) und Hōjuin (宝樹院) in Komatsushima ist ein Tempel, der zur Shingon-Richtung des Buddhismus gehört. In der traditionellen Zählung ist er der 18. Tempel des Shikoku-Pilgerwegs.

## Geschichte
Der Tempel soll während der Tempyō-Ära (729–749) auf Wunsch des Kaisers Shōmu von Priester Gyōki gegründet worden sein. Dieser schnitzte dafür selbst eine Statue des heilenden Buddha, also des Yaskushi Nyorai als Sitzender. Zunächst hieß der Tempel Dainichi san Fukushōin (大日山福生院), zu dem Frauen keinen Zutritt hatten. Als während der Enryaku-Ära (782–806) Priester Kūkai den Tempel besuchte, konnte seine alte Mutter, Tamayori Gozen (玉依御前), ihn daher nicht begleiten. Daraufhin betete Kūkai sieben Tage lang für die Aufhebung dieser Bestimmung um den Zugang durchsetzen zu können. Da sie dann aber aufgenommen und  gut verpflegt wurde, erhielt der Tempel den Namen Boyōsan Onzanji, übersetzt etwa „Tempel, der gnädig Frauen versorgt“. Kūkai fertigte während der Kōnin-Ära (810–824) ein Selbstbildnis an, das in der Halle des Tempelgründers, der Daishidō, Kultgegenstand ist.
Einem Dokument aus dem Jahr 1203 zufolge kam der Onzanji zeitweilig unter die Herrschaft des Kōyasan. Später stiftete Minamoto no Yoritomo dem Tempel Landbesitz. In der Muromachi-Zeit förderten die Hosokawa und die Miyoshi den Tempel. In der Edo-Zeit waren es die Hachisuka, die elf Gebäude wieder herstellten und die dem Tempel Wald schenkten.
1898 gingen die meisten Gebäude durch einen Brand nach Blitzeinschlag verloren. Erhalten blieb unter anderem die Daishidō.

## Anlage

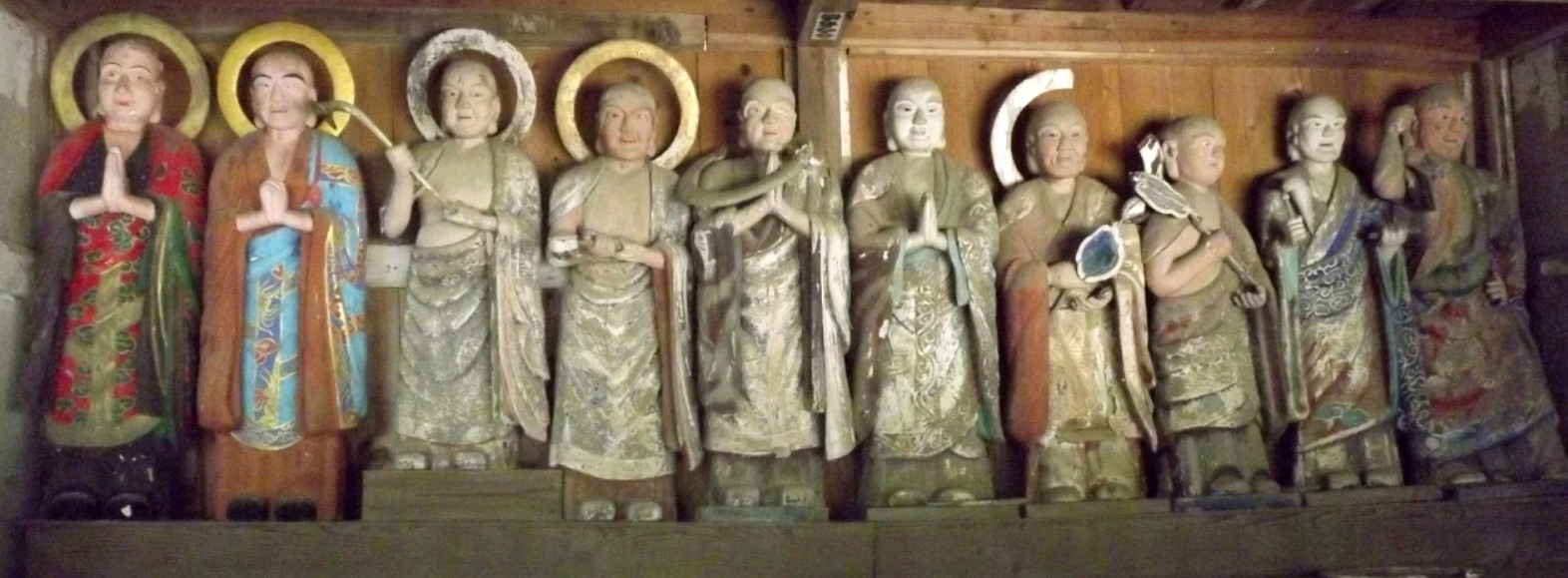
Die 10 großen Jünger des Siddhartha Gautama in der Jizōdō

Am Fuße des passiert man bereits das schlichte Tempeltor (山門, Sammon), das mit übergroßen Strohsandalen geschmückt ist. Das eigentliche Tempelgelände, von Wald umgeben,  beginnt weiter oben, man erreicht es von der Straße aus über eine kurze Treppe. Rechts steht die Jizō-Halle (地蔵堂, Jizōdō; 5), die dem heiligen Jizō, dem Beschützer der Kinder, gewidmet ist. Links befindet sich die Halle, in der der Tempelgründer verehrt wird, die Daishidō (大師堂; 3), und über Eck daneben der kleine Pavillon, in dem Kukais Mutter die Haare abgeschnitten wurden (玉依御前の剃髪所, Tamayori Gozen no teihatsujo; 4) und in dem Haare der Mutter aufbewahrt werden. Auf dem Wege voraus zur höher gelegenen Haupthalle (本堂, Hondō; 2) passiert man rechts den Glockenturm (鐘楼, Shōrō; 1).
Es gibt auf dem Tempelgelände einen Gedenkstein, der auf den Besuch des Minamoto no Yoritomo hinweist.

## Bilder

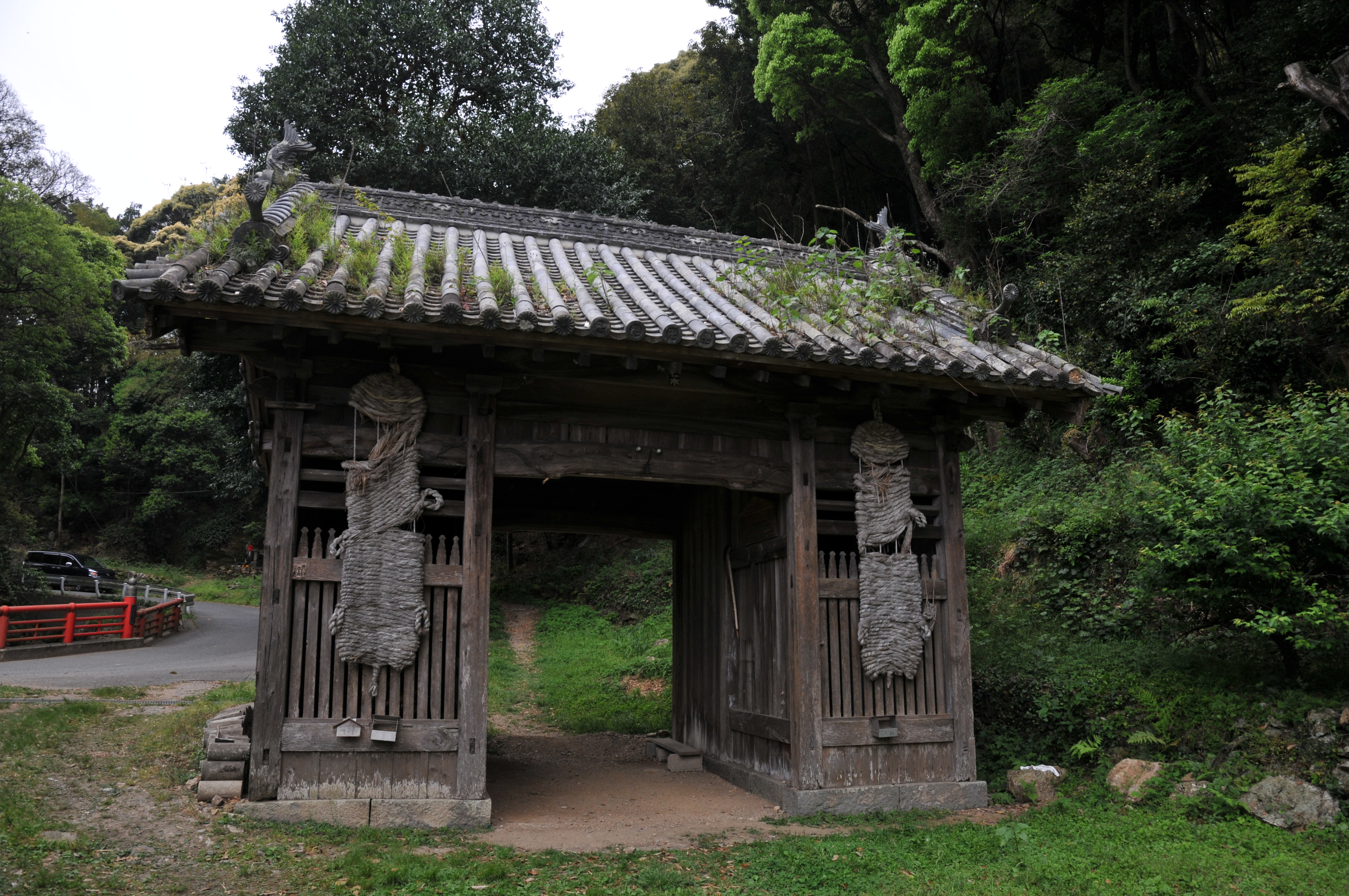
Tempeltor
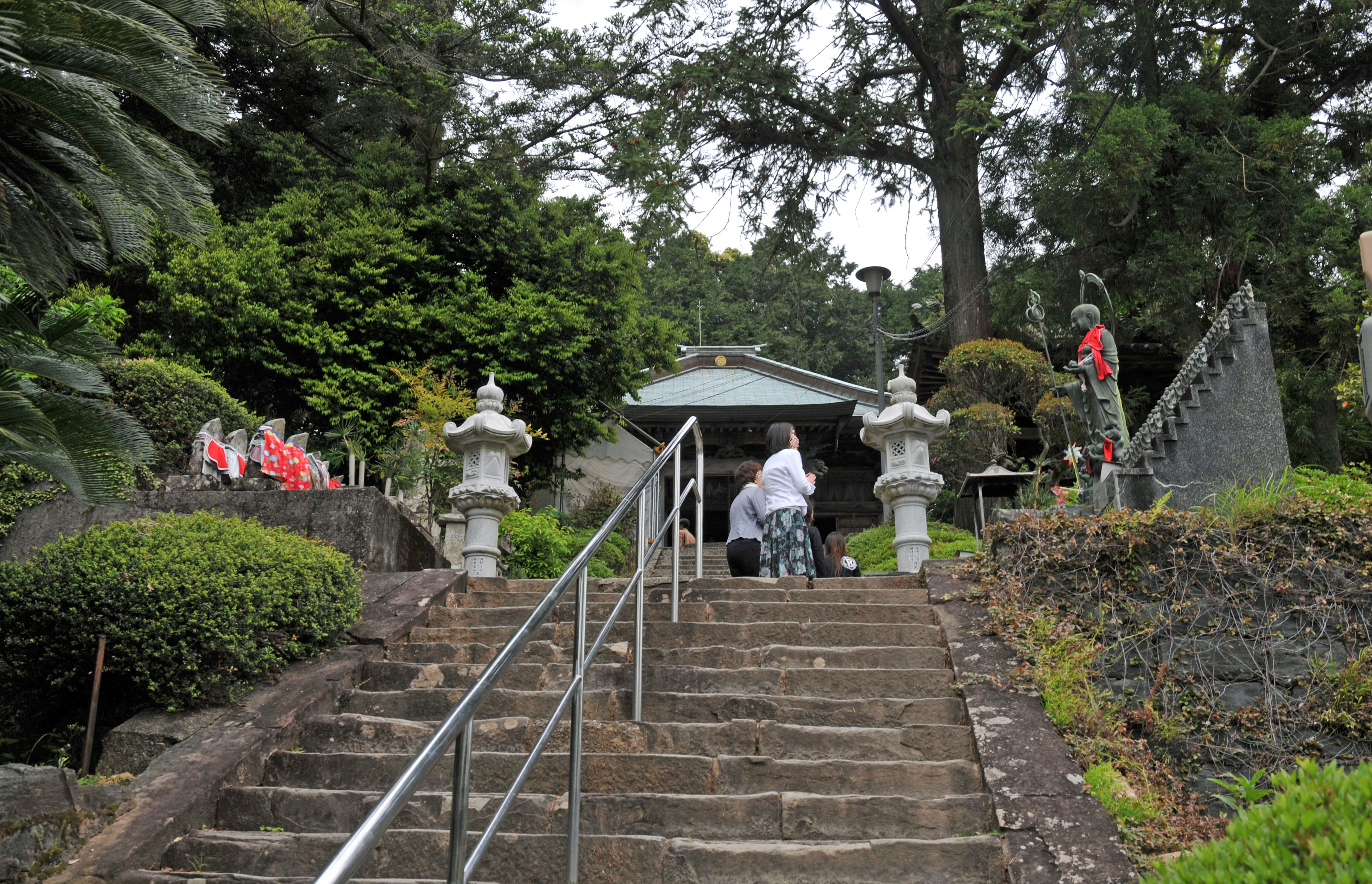
Treppe zum Tempel
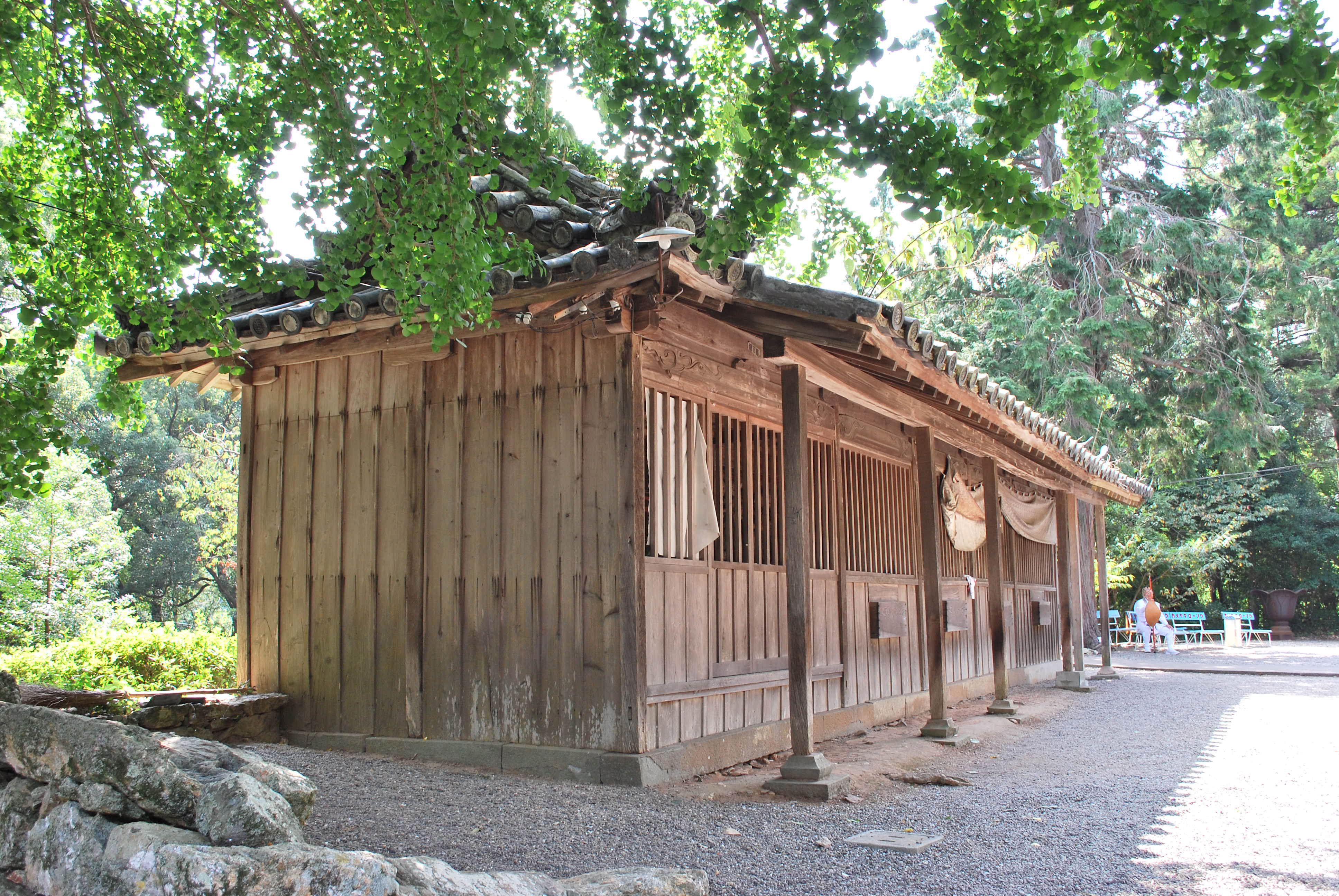
Jizōdō
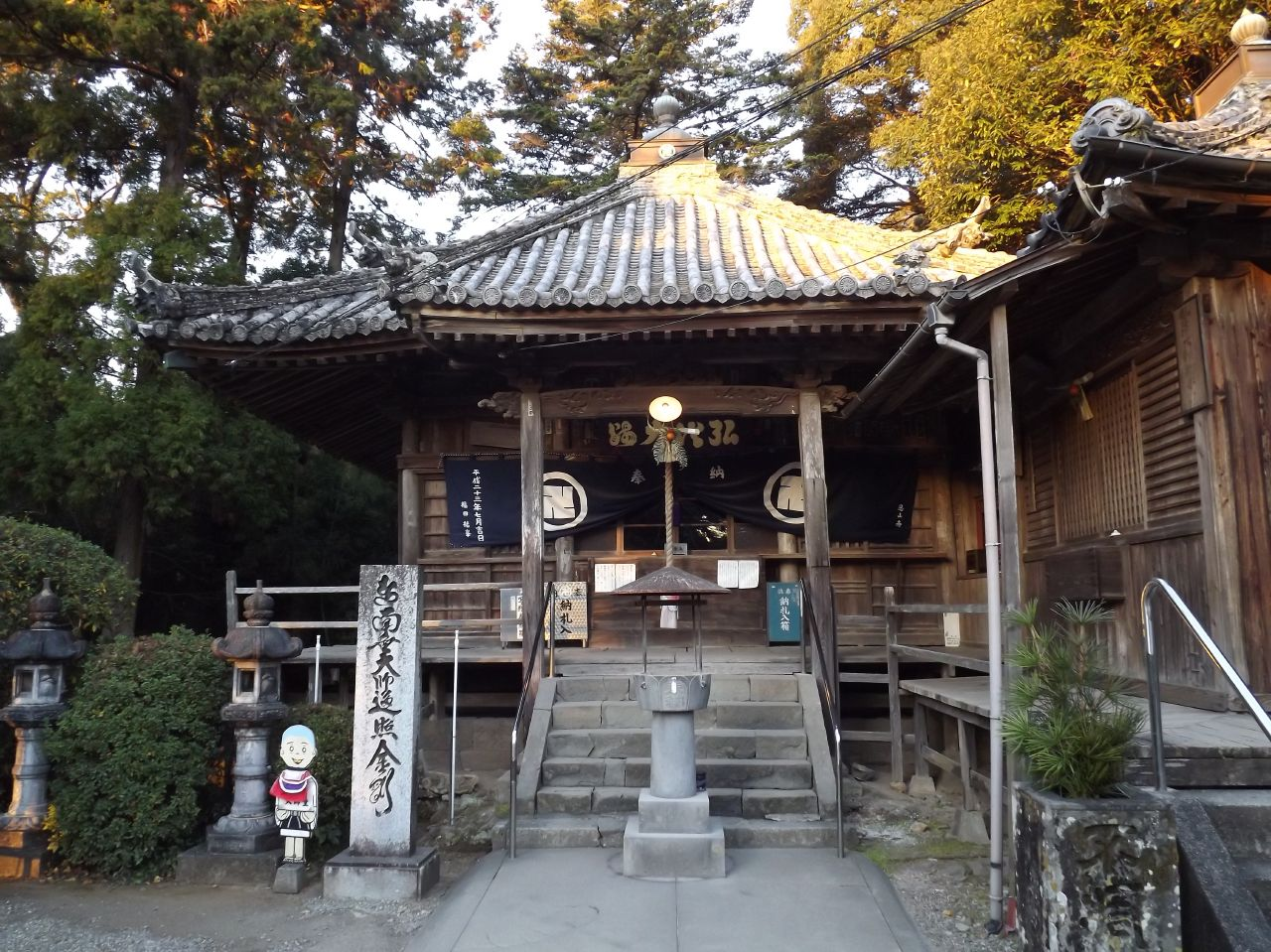
Daishidō
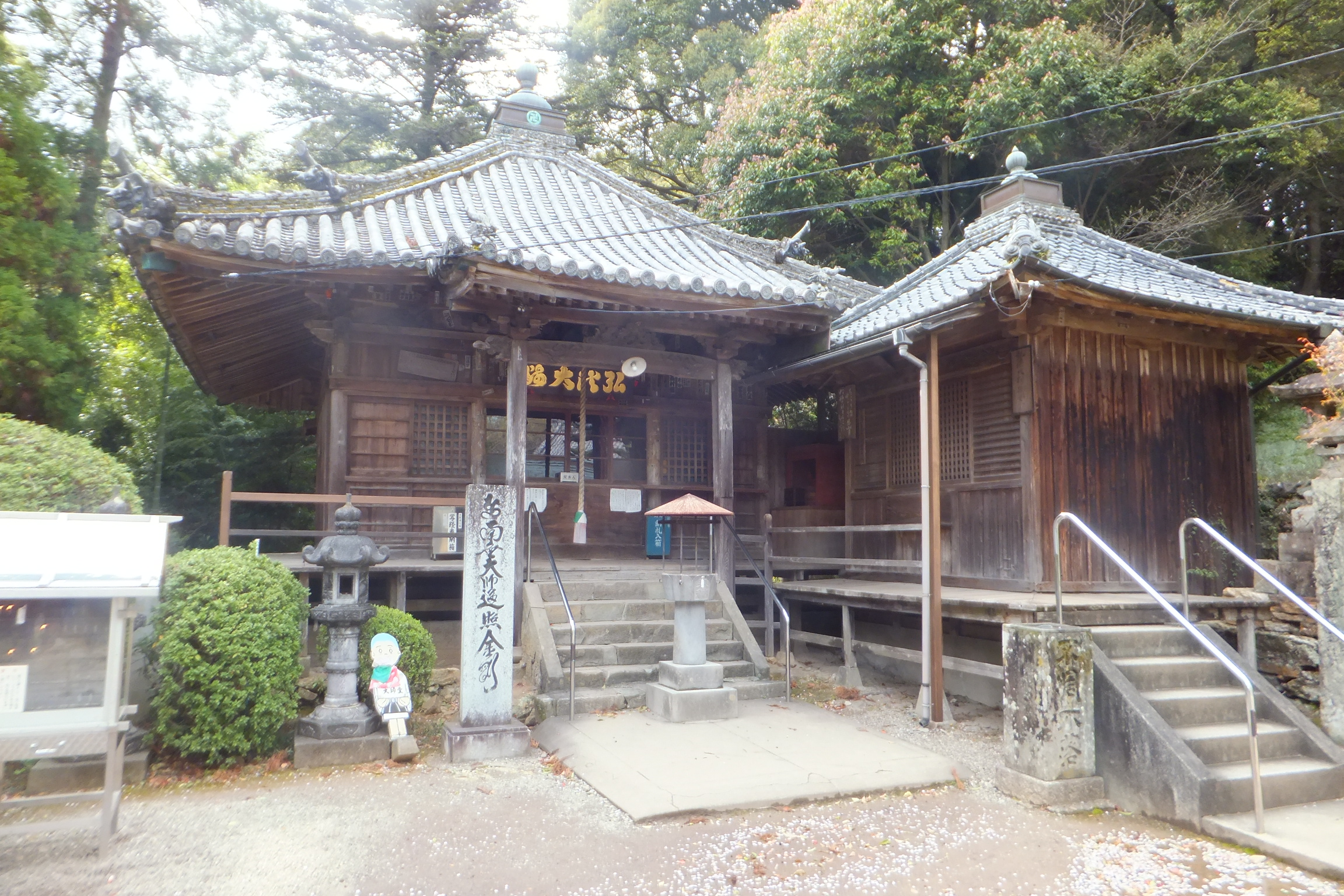
Daishidō[A 2]
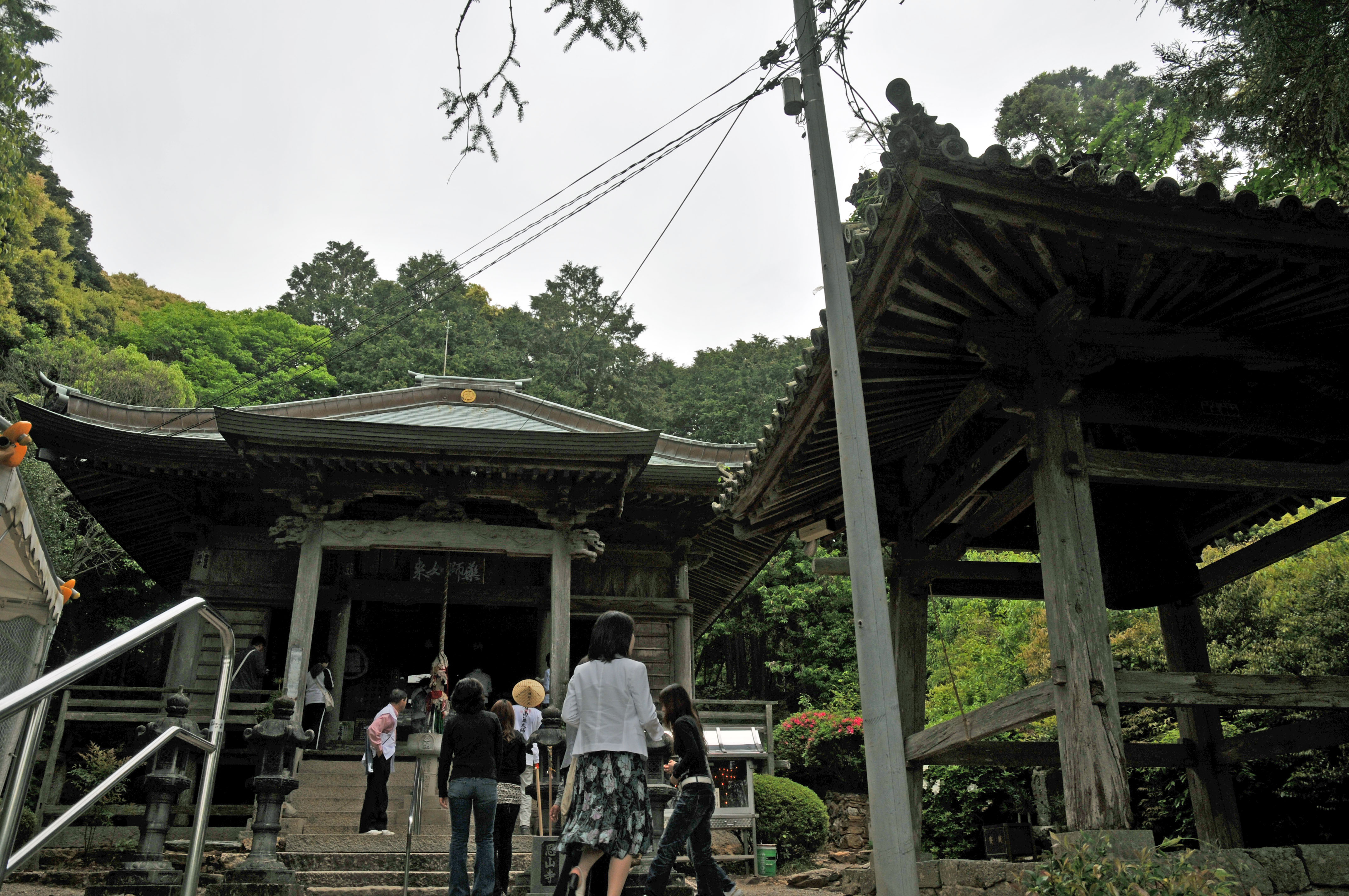
Haupthalle und Glockenturm